# Kattensnor
De kattensnor (Cleome spinosa, synoniem: Cleome hassleriana) is een eenjarige plant.
De kattensnor wordt in het voorjaar gezaaid en bloeit in de zomer en vroege herfst met roze, witte of paarse bloemen.De plant wordt circa 1 m hoog en hoeft niet te worden opgebonden. Er bestaat verschil van mening over de taxonomische indeling.
De plaatsing in de familie Brassicaceae is die conform het APG II-systeem (2003). In het verleden is zij vaak in de familie Capparaceae geplaatst. In de toekomst wordt zij misschien in de familie Cleomaceae ingedeeld.